# Pardosa pyrenaica
Pardosa pyrenaica este o specie de păianjeni din genul Pardosa, familia Lycosidae, descrisă de Torbjörn Kronestedt în anul 2007. Conform Catalogue of Life specia Pardosa pyrenaica nu are subspecii cunoscute.